# Alaknandá
Alaknandá (hindsky अलकनन्दा) je řeka v Uttarákhandu, jednom ze svazových států Indie. Je levou zdrojnicí Gangy. Je dlouhá 190 kilometrů a má plochu povodí bezmála 11 tisíc čtverečních kilometrů. 
Vzniká soutokem ledovcových potoků v Himálaji nedaleko hranice s Tibetem, zpočátku teče na jihovýchod přes Badrínáth, pak se obrací na jih a pak k jihozápadu. V Devaprajágu se stéká se zprava přicházející Bhagírathí a jejich soutokem vzniká Ganga.
Patří mezi posvátné řeky v hinduismu.